# Castellanos (apellido)
Castellanos es un apellido de origen español.

## Origen
Se cree que el origen del apellido Castellanos proviene de los Montes de León.
En su origen sus caballeros se distinguieron en la época de la Reconquista por luchas constantes contra los moros poseyendo casas infanzonadas y sirviendo como banderizos del rey de entonces. Se fueron extendiendo por Castilla y en el año 755 ayudaron al entonces rey Alfonso II de Asturias obteniendo así privilegios como pobladores, principalmente de la villa de Sahagún. Muchos analistas consideran a los Castellanos como descendientes de la sangre real de los godos que en el momento de trasladarse a Castilla abandonaron su anterior apellido Gutiérrez por el que se los conocía para adoptar el de Castellanos, de manera que quedaran vinculados con la nueva tierra conquistada.
Otra rama surgida de estos caballeros participó activamente en la conquista de Galicia obteniendo tierras en el valle de Quiroga.
Finalmente, otra rama del linaje se estableció en La Mancha, edificando el monasterio de Santa María de los Llanos donde llegaron a ser numerosos en 1538. Miembros de este linaje pasaron también a la conquista del Nuevo Mundo.

## Escudo de Armas
Escudo de Armas de gules y un castillo de plata terrazado. Presenta bordura de azur con ocho leones de oro.

Escudo de Armas del Linaje Castellanos